# Magzi
La Mission d'aménagement et de gestion des zones industrielles (Magzi) est un organisme public camerounais de promotion et de gestion des zones industrielles.

## Missions et objectifs
| \| 500 km1:18 610 000 \| Yaoundé (114 ha) Bassa(150 ha) Ngaoundéré (115 ha) Djamboutou (90 ha) Bamenda (44 ha) Ombé (17 ha) Koumé (105 ha) Mandjou (120 ha) Bonabéri (192 ha) Bafoussam (28 ha) Kribi (3000 ha) Yassa (400 ha) Dibombari (300 ha) Nomayos (201 ha) Meyomessala (100 ha) |
| 500 km1:18 610 000 |

| 500 km1:18 610 000 |

| Zones industrielles existantes |
| Zones industrielles en projet  |
| (192 ha) Taille (en hectares)  |

### Histoire
Par une série de 4 décrets de 1971, 1973, et 1980 créant et organisant son fonctionnement, Ahmadou Ahidjo met en place la Magzi; "Mission d'Aménagement de Gestion des zones Industrielles au Cameroun. 
Les  zones franches ont été mis en œuvre dès les années 1950 et 1960 en Asie orientale et en Amérique latine-Caraïbes. Aujourd’hui , hormis l’Île Maurice  (1970) et le Sénégal  (1974), c'est dans les années 1980 et 1990 qu'ils arrivent en Afrique subsaharienne,. 

### Avantages
La zone franche industrielle a permis  la création de 113 000 nouveaux emplois en Corée du Sud en dix ans. À Maurice, son adoption en 1970, a fait baisser le taux de chômage de 20 % à 3 % en 20 ans. En 2000, 91 000 personnes (18 % des actifs) travaillent pour 523 entreprises réalisant 75 % des exportations et 12 % au PIB.  
En 1990, 737 exportateurs tunisiens génèrent 630 millions d’investissement et 64 463 emplois.  
De 3 000 personnes initialement, la zone de Shenzen, en Chine est transformée en une cité prospère. 

### Missions
C'est un établissement public à caractère industriel et commercial" avec siège social à Yaoundé. La Magzi a pour mission de contribuer au développement du tissu industriel, de faciliter l'accueil et l'installation des opérateurs industriels. En intervenant sur la gestion de l'espace urbain, et péri-urbain, elle est l'outil public du gouvernement camerounais pour promouvoir l'entreprise et le développement. 
La Magzi obtient la concession des zones industrielles et est placée sous la tutelle du Ministre du développement Industriel et commercial.
Elle offre aux opérateurs la location des terrains; partiellement, entièrement, non aménagés et certains avec des bâtiments industriels.

## Gestion
Le conseil d'administration de la Magzi est constitué de représentants de différents ministères, du port de Douala et de la chambre de commerce et d'industrie du Cameroun. Sa présidence est assurée par Madou Ndengue Jean.

### Patrimoine foncier existant de la Magzi
| N°    | Dénomination | Région / Ville        | Nombre d’entreprises | Superficies (en ha) | Superficies (en ha) | Superficies (en ha) | Coût du patrimoine foncier (en millions de francs CFA) |
| N°    | Dénomination | Région / Ville        | Nombre d’entreprises |                     | Aménagée            | Occupées            |                                                        |
| 1     | Bonabéri     | Littoral / Douala     | 85                   | 192                 | 130                 | 159                 | 122 133                                                |
| 2     | Bassa        | Littoral / Douala     | 119                  | 150                 | 125                 | 118                 | 137 054                                                |
| 3     | Yaoundé Sud  | Centre / Yaoundé      | 114                  | 316                 | 100                 | 129                 | 77 614                                                 |
| 4     | Ombé         | Sud-Ouest / Ombé      | 17                   | 133                 | 32                  | 32                  | 13 444                                                 |
| 5     | Garoua       | Nord / Garoua         | 7                    | 90                  | 10                  | 8                   | 6 397                                                  |
| 6     | Ngaoundéré   | Adamaoua / Ngaoundéré | 24                   | 115                 | 70                  | 78                  | 14 964                                                 |
| 7     | Banengo      | Ouest / Bafoussam     | 0                    | 25                  | 0                   | 0                   | 3 797                                                  |
| 8     | Koptchou     | Ouest / Bafoussam     | 1                    | 3                   | 3                   | 3                   |                                                        |
| 9     | Bamenda      | Nord-Ouest / Bamenda  | /                    | 44                  | 44                  | /                   | 4 874                                                  |
| 10    | Koumé-Bonis  | Est / Bertoua         | /                    | 105                 | -                   | /                   | 10 460                                                 |
| 11    | Mandjou-Kano | Est / Bertoua         | /                    | 120                 | -                   | /                   | 8 454                                                  |
| TOTAL | TOTAL        | TOTAL                 | 367                  | 1 293               | 514                 | 527                 | 399 191                                                |

La Mission de développement et d’aménagement des zones industrielles MAGZI  au Cameroun a en gestion une superficie totale de 1 265 hectares regroupant 8 zones industrielles réparties sur 7 des 10 régions du Cameroun.